# Obesotoma starobogatovi
Obesotoma starobogatovi é uma espécie de gastrópode do gênero Obesotoma, pertencente a família Mangeliidae.